# Personal Storage Table
در محاسبات، Personal Storage Table (.pst) یک فرمت فایل متن‌باز است که بخشی از نرم‌افزارهای مایکروسافت مانند Microsoft Exchange Client، Windows Messaging و Microsoft Outlook برای ذخیره‌سازی کپی‌های پیام‌ها، رویدادهای تقویم و موارد دیگر استفاده می‌شود.
این فرمت فایل متن‌باز است که توسط مایکروسافت کنترل می‌شود و مشخصات رایگان و مجوز فناوری غیرقابل بازگشت رایگان ارائه می‌دهد.
این فرمت فایل ممکن است به عنوان Personal Folders (File) یا Post Office File شناخته شود. وقتی در ظرفیت حافظه پنهان برای ویژگی Cached Exchange Mode Outlook عمل می‌کند، ممکن است به عنوان Off-line Storage Table (.ost) یاOff-line Folders (File) شناخته شود.

## بررسی اجمالی
در سرور Microsoft Exchange Server، پیام‌ها، تقویم و سایر موارد داده‌ای به سرور تحویل داده می‌شوند و در آنجا ذخیره می‌شوند. Microsoft Outlook این موارد را در فایل‌های Personal Storage Table (.pst) یا Off-line Storage Table (.ost) که در کامپیوتر محلی قرار دارند، ذخیره می‌کند. بیشتر اوقات، فایل‌های .pst برای ذخیره موارد آرشیو شده و فایل‌های .ost برای حفظ دسترسی آفلاین به موارد استفاده می‌شوند. این یک ویژگی اساسی Microsoft Outlook است.
اندازه این فایل‌ها دیگر به حجم صندوق پستی کاربر اضافه نمی‌شود؛ با جابجا کردن فایل‌ها از صندوق پستی سرور به فایل‌های .pst، کاربران می‌توانند فضای ذخیره سازی را روی سرور پست الکترونیکی خود آزاد کنند. برای استفاده از فایل‌های .pst از مکان دیگر، کاربر باید بتواند به صورت مستقیم از طریق شبکه به فایل‌ها از طریق نرم‌افزار پست الکترونیکی خود دسترسی داشته باشد. هرچند این امکان وجود دارد که یک فایل .pst را از طریق شبکه باز کرده و استفاده کرد، اما این کار پشتیبانی نشده است و مایکروسافت توصیه می‌کند از این روش استفاده نشود، زیرا فایل‌های .pst در این حالت به خطا و خرابی مستعد هستند.
هم فایل‌های .pst و .ost از یک روش تخصیص بلوک ثابت استفاده می‌کنند؛ فایل با یک مقدار ثابت بایت بزرگ می‌شود و فایل به طور داخلی اطلاعات درباره بلوک‌های تخصیص یافته و غیر تخصیص یافته را نگه می‌دارد. بنابراین، هنگام اضافه شدن فایل‌های داده مانند پیام‌های ایمیل به یک فایل .pst، اندازه فایل به صورت خودکار توسط نرم‌افزار پست الکترونیکی تنظیم می‌شود (اگر لازم باشد). هنگام حذف ایمیل از یک فایل .pst، اندازه فایل .pst همچنان همان خواهد بود و فضا را به عنوان غیر تخصیص یافته نشان خواهد داد تا در آینده موارد داده‌ای را نگه دارد. موارد داده‌ای حذف شده اخیراً در واقع می‌توانند از فایل‌های .pst و .ost بازیابی شوند.
برای کاهش اندازه فایل‌های .pst، کاربر باید آن‌ها را فشرده کند.

## دسترسی به داده ها
محافظت با رمز عبور می‌تواند برای حفاظت از محتوای فایل‌های .pst استفاده شود. با این حال، مایکروسافت اعتراف می‌کند که رمز عبور کمترین حفاظتی را ارائه می‌دهد، به دلیل وجود ابزارهای متداولی که می‌توانند رمز عبور را حذف یا به سادگی نادیده بگیرند. رمز عبور برای دسترسی به جدول بدون نمایش نخستین و آخرین نمایش CRC-32 نمایش عددی خود در فایل .pst ذخیره می‌شود. Outlook بررسی می‌کند تا اطمینان حاصل کند که با رمز عبور تعیین شده توسط کاربر مطابقت دارد و در صورت عدم تطابق، اجرا را رد می‌کند. داده‌ها توسط کد پروژه libpst قابل مشاهده هستند.
مایکروسافت (MS) سه مقدار برای تنظیم رمزگذاری ارائه می‌دهد: هیچ، فشرده‌پذیر، و بالا.
- هیچ: داده‌های .pst به صورت متن ساده ذخیره می‌شوند.

- فشرده‌پذیر: داده‌های .pst با یک رمزگذار بایت-جایگزین با یک جدول جایگزین ثابت رمزگذاری می‌شوند.

- بالا (گاهی اوقات "بهتر") رمزگذاری شبیه به یک رمزگذار Enigma آلمانی جنگ جهانی دوم با سه روتور ثابت است.

توجه داشته باشید که هیچ یک از حالات رمزگذاری از رمز عبور تعیین شده توسط کاربر به عنوان هر بخشی از کلید برای رمزگذاری استفاده نمی‌کنند.

## پشتیبانی
فرمت فایل .pst توسط چندین برنامه مشتری مایکروسافت پشتیبانی می‌شود، از جمله Microsoft Exchange Client، Windows Messaging و Microsoft Outlook؛ در دو برنامه اول، اغلب با یک فایل دفترچه تلفن شخصی (.pab) استفاده می‌شد که دفترچه تلفن را ذخیره می‌کرد. فرمت فایل .pst یک فرمت باز است که مایکروسافت مشخصات آن را به صورت رایگان ارائه می‌دهد و از طریق قول نامه مشخصات باز، مجوز پتنت رایگان و غیرقابل بازگشت را فراهم می‌کند.
پروژه libpst شامل ابزارهایی برای تبدیل فایل‌های .pst به فرمت‌های باز مانند mbox و LDAP Data Interchange Format است. libpst تحت مجوز GPL منتشر شده است و در حال حاضر در Fedora 10 به عنوان بخشی از آن در دسترس است. MVCOM یک کامپوننت COM با مجوز تجاری است که دسترسی به فایل‌های .pst را بدون استفاده از MAPI فراهم می‌کند.
ابزارهایی برای تبدیل فرمت .pst به فرمت‌های دیگر یا بارگذاری آن‌ها به سرویس‌های ایمیل آنلاین مانند Gmail وجود دارد.

## فرمت و اندازه
فرمت فایل .pst به عنوان یک B-tree با گره‌ها و برگ‌های 512 بایتی ساختاردهی شده است. همه فایل‌های .pst با رشته جادویی چهار بایتی "!BDN"، یک عدد CRC چهار بایتی و یک رشته جادویی دو بایتی "SM" شروع می‌شوند.
در اوتلوک 2002 و نسخه‌های قدیمی‌تر از آن، از کدگذاری ANSI (ASCII توسعه یافته با یک صفحه کد) برای فایل‌های .pst و .ost استفاده می‌شود. این فرمت حداکثر اندازه‌ای برابر با 2 گیگابایت (231 بایت) دارد و از یونیکد پشتیبانی نمی‌کند. فایل‌های بزرگتر از این اندازه احتمالاً پیام‌های خطا مانند ".pst حداکثر اندازه را برسی کرده است" را نمایش می‌دهند و ممکن است خراب شوند. از طرف دیگر، از نسخه 2003 اوتلوک به بعد، فرمت استاندارد جدید برای فایل‌های .pst و .ost یونیکد (UTF-16 little-endian) است، با استفاده از نشانگر‌های 64 بیتی به جای 32 بیتی برای امکان استفاده از اندازه‌های بزرگتر از 2 گیگابایت. حداکثر اندازه تغییر کرده و به 20 گیگابایت برای اوتلوک 2003-2007 رسیده و در نسخه 2010 به 50 گیگابایت افزایش یافته است. فایل‌های ساخته شده در فرمت پوشه‌های شخصی در اوتلوک 2003 یا نسخه‌های بعدی با نسخه‌های قبلی سازگار نیستند و نمی‌توانند توسط آن‌ها باز شوند.
مانند هر فایل دیگر، فایل‌های .pst ممکن است خراب شوند. رشد فوق حد مشکل مداومی بوده است؛ .pst ANSI که بیش از 2 گیگابایت و .pst Unicode که بیش از 20 یا 50 گیگابایت رشد کرده باشند، قابل استفاده نخواهند بود. ابزار scanpst.exe با تمام نسخه‌های اوتلوک همراه بوده است تا خرابی پایگاه داده .pst را شناسایی و تعمیر کند، و مایکروسافت در یک زمان ابزار PST2GB را ارائه کرده که به سادگی فایل را به 2 گیگابایت قطع کند تا اجازه دهد تا اوتلوک آن را تعمیر کند.

مایکروسافت انتوراژ برنامه‌ای برای ایمیل و اطلاعات شخصی برای سیستم عامل مک OS X بود (که در Microsoft Office for Mac 2011 توسط اوتلوک برای مکینتاش جایگزین شد). اگرچه به ظاهر مشابه اوتلوک بود، انتوراژ یک برنامه کاملاً متفاوت بود و از یک فرمت پایگاه داده منحصر به فرد استفاده می‌کرد که نمی‌تواند وارد یا خارج شود، اگرچه داده‌های کاربر می‌توانند به و از یک فرمت منحصر به فرد به نام .rge (که شامل بسیاری از فایل‌های فردی به همراه فراداده است) وارد یا خارج شوند. نسخه فعلی انتوراژ در ماه مه 2010، نسخه 2008 است که هیچ پشتیبانی از فایل‌های .pst ندارد، هرچند ابزار واردات .pst مایکروسافت برای انتوراژ 2004 وجود دارد؛ با این حال، این ابزار تنها می‌توانست فایل‌های .pst از اوتلوک برای مک 2001 را وارد کند و نمی‌توانست هیچ ورژن ویندوزی را وارد کند. جایگزین انتوراژ، اوتلوک برای آفیس 2011 برای مک‌های اینتل، قادر به واردات فایل‌های .pst از اوتلوک ویندوز بود؛ با این حال، داده‌ها به عنوان بسیاری از فایل‌های فردی ذخیره می‌شدند، به جای یک پایگاه داده تکی مانند .pst یا پایگاه داده انتوراژ.
اوتلوک برای مک 2001 که در مک OS 9 یا محیط کلاسیک مک OS X اجرا می‌شود، به صورت انحصاری به سرورهای Exchange متصل می‌شود و تا به امروز نزدیک‌تر به نسخه ویندوز خود است تا انتوراژ. آن به طور مستقیم با فایل‌های .pst 'Outlook 97-2002' کار می‌کند و می‌تواند به آزادی این فایل‌ها را با اوتلوک برای ویندوز تبادل کند، زیرا نسخه‌های جدید همچنان با فرمت .pst قدیمی سازگار هستند. حداکثر اندازه برای اوتلوک 2011، 10 گیگابایت است.